# Gianluca Signorini
Gianluca Signorini (Pisa, Itàlia, 17 de març de 1960 - Pisa, Itàlia, 6 de novembre de 2002), va ser un futbolista italià, que jugava de defensa.
Tot i que va jugar en 9 equips diferents, la seva trajectòria més coneguda és quan va militar en les files del Genoa (1988-1995), on va esdevenir el seu capità i tot un símbol de l'equip.
Era un defensor dur i molt admirat entre els aficionats. És recordat com un dels últims millors defensors italians dels darrers anys, tot i no jugar mai en la selecció italiana.

## Trajectòria com a futbolista
Va començar a jugar en els equips inferiors del Pisa, per debutar en el primer equip, que jugava a la Sèrie C1 amb 18 anys, la temporada 1978-79 tot i que només va jugar dos partits, ja que l'entrenador d'aquell moment no li va dipositar gaire confiança. Va fitxar per l'equip veí del Pietrasanta de la Sèrie C2 i va ser considerat el millor jugador de la plantilla, fet que li va permetre tornar a jugar a la Sèrie C1, en fitxar pel Prato, però l'equip va fer una mala temporada i baixà de categoria. Signorini fitxaria pel Livorno que jugava a la Sèrie C1 i en l'equip roig va ser titular durant les dues temporades que hi va jugar, fins i tot, convertint-se en capità en alguns partits. Però el Livorno va baixar de categoria, i Signori va decidir provar sort amb l'equip de l'Úmbria la Ternana que militava a la C1. La temporada 1984-85 va fitxar per la Cavese 1919, que també jugava a la C1, on malgrat jugar bons partits, Signori no va poder evitar el descens del seu equip.
Finalitzada la temporada, en el juliol de 1985, quan canviaria la seva carrera de forma radical. Arrigo Sacchi, entrenador del Parma, i un gran observador del futbol italià, va notar la gran qualitat d'aquell central que tot i no poder evitar el descens del seu equip a la Sèrie C, s'havia destacat en la segona categoria del futbol local. L'interessant de Signorini a més era la seva capacitat per jugar de lliure, una posició molt utilitzada en el calcio en aquell moment. Signori va fer el gran salt a la Sèrie A en fitxar per la Parma on va arribar a ser titular en les dues temporades que va jugar, sent una peça clau de l'equip per Sacchi, que li alinearia en 70 partits al llarg de les campanyes 1985-86 i 1986-87 i on fins i tot va marcar sis gols.
Les seves actuacions a la Parma li van fer ser molt reconegut en l'àmbit nacional. La temporada 1987-88 va fitxar per la Roma jugant 29 partits. La temporada 1988-89 va fitxar pel Genoa, que malgrat jugar en la Sèrie B, va confiar en el projecte i també en l'entranador Franco Scoglio que havia posat com a condicionant el seu fitxatge per continuar entrenant els rossoblù.
Tan aviat va arribar al Luigi Ferraris, va ser designat capità pels seus nous companys, condició que ostentaria els set anys que va jugar amb el Genoa. En la seva primera temporada, el Genoa va guanyar el campionat i va pujar a la Sèrie A. Signorini sempre va ser una peça fonamental de l'equip, sobretot en la històrica campanya de la temporada 1990-91, en la qual els rossoblù dirigits per Osvaldo Bagnoli van arribar a un històric quart lloc en la Sèrie A, i això els va permetre classificar-se a la Copa de la UEFA de l'any següent, on arribarien a semifinals.
L'estiu de 1995, va decidir abandonar el Genoa convertit en ídol absolut del club, i probablement un dels millors jugadors que hagi vestit la seva samarreta en l'últim mig segle. Amb els rossoblù, Signorini va jugar un total de 7 temporades, amb 207 partits jugats a la Lliga i marcant 5 gols. Les dues següents temporades, i les darreres com a futbolistes, va decidir jugar-les, en la Sèrie B, amb el Pisa, el club que el va veure néixer futbolísticament. Es va retirar als 37 anys.

## Trajectòria com a tècnic
El mes de febrer de 1998, Signorini va ser contractat pel mateix Pisa, on va exercir com a ajudant tècnic d'Alessandro Mannini. A l'any següent, l'exdefensa va ser contractat per un altre dels seus anteriors clubs, el Livorno, on s'encarregaria de la direcció dels equips juvenils, a més d'acabar de preparar-se per ser entrenador.

## La malaltia
Poques setmanes després de fitxar pel Livorno, en una revisió de rutina al qual va acudir perquè tenia dificultats per empassar menjar, a Signorini se li va diagnosticar una Esclerosi lateral amiotròfica, o també coneguda com a malaltia de Lou Gehrig, la que va començar a debilitar els seus músculs a poc a poc fins a deixar-los gairebé inútils, i a ell, postrat en una cadira de rodes.
El 24 de maig de 2001 es va organitzar a l'Estadi Luigi Ferraris una vetllada en honor seu, amb la seva presència i la de la seva família. A la seva entrada al camp, l'alè dels 25.000 seguidors semblaven fer-ho tremolar tot, i Signorini, que ja estava molt deteriorat, no va poder contenir les llàgrimes. Seria, de fet, la seva última aparició pública.
Va morir el 6 novembre 2002, a Pisa amb 42 anys.

## Els homenatges
Com a homenatge, el Genoa, el 29 de juliol de 2002, va retirar la samarreta amb el 6 a l'esquena, la que sempre va portar Il gran capitano.
Com a Gianluca Signorini, el Genoa també va batejar el seu camp d'entrenament, mentre que la Pisa nomenar així, a la principal tribuna del seu estadi, l'Arena Garibaldi.
L'any 2010, en l'aniversari dels 50 anys del seu naixement, el capità del Genoa Marco Rossi va dir de Signorini que el Genoa i ell eren una única cosa.
Una penya del Genoa, porta també, des de l'abril del 2001, el seu nom com homenatge, el Genoa Club Signorini.